# Tonight Alive
Tonight Alive ist eine 2008 gegründete Pop-Punk-Band aus Sydney, New South Wales, Australien. Das Quintett besteht aus der Sängerin Jenna McDougall, den beiden Gitarristen Whakaio Taahi (Leadgitarre) und Jake Hardy (Rhythmusgitarre), sowie dem Bassisten Cam Adler und dem Schlagzeuger Matt Best. Die Gruppe veröffentlichte mit All Shapes & Disguises und Consider This zwei EPs im Jahr 2010 bei Takedown Records, bevor die Gruppe zu Sony Music Australia und Fearless Records wechselte. Bei diesen Plattenfirmen erschienen mit Let It Land im Jahr 2011 eine weitere EP sowie die beiden Alben What Are You Scared Of? im selben Jahr und The Other Side zwei Jahre später. Beide Alben erreichten eine Chartnotierung in den nationalen Albumcharts. Im März 2016 erschien mit Limitless das dritte Studioalbum der Gruppe.

## Geschichte

### Gründung und erste Veröffentlichung
Tonight Alive wurde im Jahr 2008 von Rhythmusgitarrist Jake Hardy und Bassist Cameron Adler in Sydney, New South Wales, Australien ins Leben gerufen. Beide spielten zuvor in einer Band, in welcher sie bekannte Stücke coverten. Durch entfernte Bekannte wurde mit Whakaio Taahi als zweiter Gitarrist und Keyboarder ein weiterer Musiker für die Band gewonnen. Sängerin Jenna McDougall und Cameron Adler arbeiteten bereits früher zusammen. Er produzierte ihre Solo-Demo. Nach Abschluss der Aufnahmen zeigte er ihr ein Stück seiner Band und bat sie, die Gesangsspuren einzuspielen. Am 31. Mai 2008, einen Tag vor ihrem sechzehnten Geburtstag, stieg McDougall offiziell bei der noch namenlosen Gruppe ein. Die Gruppe absolvierte erste Auftritte auf lokaler Ebene ohne einen Bandnamen zu besitzen. Durch ein Brainstorming entstand der heutige Bandname Tonight Alive.
Ein Jahr nach der Gründung stieß mit Matt Best ein Schlagzeuger zu der Band. Best war ein Schulfreund von Taahi und wurde durch dessen Mutter auf die Gruppe aufmerksam. Im gleichen Jahr bezog die Band ein Studio, um mit den beiden Produzenten Greg Stace und Dave Petrovic ihre erste EP aufzunehmen. Diese trägt den Namen All Shapes & Disguises und wurde im Juni 2010 veröffentlicht. McDougall besuchte zu dieser Zeit noch die Schule. Im November veröffentlichte die Gruppe mit Consider This eine zweite EP mit drei Liedern. Kurz darauf tourte die Gruppe erstmals auf nationaler Ebene, als Vorband von Sienna Skies.

### What Are You So Scared Of?
Im Jahr 2011 wurde die Gruppe von Sony Music Australia und von Fearless Records exklusiv für den nordamerikanischen Markt unter Vertrag genommen. Die Gruppe flog nach Los Angeles und begann mit Produzent Nick Trombino ihr Debütalbum aufzunehmen. Für das Album wurden die Lieder To Die For und Thank You & Goodnight von den EPs neu aufgenommen. Letzteres Lied beinhaltet Gesangparts von Mark Hoppus. Am 14. November 2011 wurde das Debütalbum namens What Are You So Scared Of? zunächst in Australien veröffentlicht, wo es auf Platz 15 in den nationalen Albumcharts einsteigen konnte. Durch die Tatsache, dass die Unterschrift mit Fearless Records später erfolgte, wurde das Album in Nordamerika erst vier Monate später herausgebracht. Über Fearless Records erschien eine neue Version der EP Consider This. Die Erstauflage der EP verkaufte sich rund 20.000 mal.
Im April 2011 spielte die Gruppe auf dem Bamboozle in New Jersey. Ende 2011 spielte die Band als Opener für Blessthefall, Motionless in White, The Word Alive und Chunk! No, Captain Chunk! durch Nordamerika. Anfang 2012 sollte die Gruppe eine Tournee mit Go Radio absolvieren, sowie auf dem SXSW auftreten. Allerdings wurden die Auftritte aufgrund eines medizinischen Notfalls innerhalb der Band abgesagt. Im Februar 2012 spielte die Gruppe mit Polar und Young Guns eine Tournee durch das Vereinigte Königreich. Im Sommer absolvierte die Gruppe die komplette Warped Tour. Im September und Oktober 2012 spielte die Gruppe ihre erste kleine Europatour als Headliner. Drei Tage später startete die Gruppe eine Nordamerika-Tournee für Pierce the Veil. Diese Tour gehörte zu der Collide with the Sky World Tour.

### The Other Side
Nachdem die Gruppe am 12. März 2013 mit Breakdown eine Stand-Alone-Single veröffentlichte, begab die Gruppe sich ins Studio in Coffs Harbour, um an ihrem zweiten Album zu arbeiten. Dieses heißt The Other Side und wurde am 6. September 2013 über Sony Music und Fearless Records veröffentlicht. Das Album wurde zeitgleich mit der Premiere der Single The Ocean im britischen Radio am 11. Juli 2013 bekanntgegeben. The Other Side stieg auf Platz 5 in Australien ein und erreichte sowohl in den Vereinigten Staaten als auch im Vereinigten Königreich Chartnotierungen in den offiziellen Charts.
Den Sommer 2013 verbrachte die Gruppe erneut auf der Warped Tour. Außerdem trat die Gruppe auf der australischen Version der Festivaltournee auf. Im Oktober und November 2013 spielte die Gruppe mit The Downtown Fiction und Echosmith in den Vereinigten Staaten. Die erste Tournee des Jahres 2014 absolvierte Tonight Alive zusammen mit All Time Low im Vereinigten Königreich. Es folgten Konzertreisen mit Taking Back Sunday, You Me at Six und Mayday Parade.

### Limitless
Im März des Jahres 2015 ging die Gruppe mit Produzent Dave Bendeth ins Studio, um an dem dritten Studioalbum zu arbeiten. Die Arbeiten waren im Juli beendet. Am 30. Oktober 2015 wurde das neue Album für den 4. März 2016 angekündigt. Die Platte trägt den Namen Limitless.
Im April und Mai 2015 spielte die Gruppe mit Issues, State Champs und All Time Low auf der Future Hearts Tour durch Nordamerika. Zwischen dem 17. und 29. Januar 2016 absolvierte die Gruppe die ersten drei Konzerte auf nationaler Ebene, gefolgt von einer Europatour mit Our Last Night. Im März und April tourten Tonight Alive mit Set It Off als Co-Headliner durch Nordamerika. Die Tournee wurde von The Ready Set und dem Singer-Songwriter SayWeCanFly begleitet. Im Sommer 2016 folgen eine US- und eine Europa-Tour.

## Diskografie

### Studioalben
| Jahr | Titel Musiklabel                                         | Höchstplatzierung, Gesamtwochen, AuszeichnungChartplatzierungen (Jahr, Titel, Musiklabel, Platzierungen, Wochen, Auszeichnungen, Anmerkungen) | Höchstplatzierung, Gesamtwochen, AuszeichnungChartplatzierungen (Jahr, Titel, Musiklabel, Platzierungen, Wochen, Auszeichnungen, Anmerkungen) | Höchstplatzierung, Gesamtwochen, AuszeichnungChartplatzierungen (Jahr, Titel, Musiklabel, Platzierungen, Wochen, Auszeichnungen, Anmerkungen) | Anmerkungen                             |
| Jahr | Titel Musiklabel                                         | AU | UK | US | Anmerkungen                             |
| ---- | -------------------------------------------------------- | --- | --- | --- | --------------------------------------- |
| 2011 | What Are You So Scared Of? Sony Music / Fearless Records | AU15 (1 Wo.)AU | — | — | Erstveröffentlichung: 14. Oktober 2011  |
| 2016 | The Other Side Sony Music / Fearless Records             | AU5 (2 Wo.)AU | UK59 (1 Wo.)UK | US43 (1 Wo.)US | Erstveröffentlichung: 6. September 2013 |
| 2016 | Limitless Sony Music / Fearless Records                  | AU6 (1 Wo.)AU | UK37 (1 Wo.)UK | — | Erstveröffentlichung: 4. März 2016      |
| 2018 | Underworld Hopeless Records                              | AU11 (1 Wo.)AU | UK55 (1 Wo.)UK | — | Erstveröffentlichung: 12. Januar 2018   |

### EPs
- 2010: All Shapes and Disguises
- 2010: Consider This
- 2011: Let It Land

### Singles
- 2010: Wasting Away
- 2011: Starlight
- 2011: Let It Land
- 2012: Listening
- 2013: Breakdown
- 2013: The Ocean
- 2013: Lonely Girl
- 2013: Come Home
- 2014: The Edge
- 2015: Human Interaction
- 2015: To Be Free
- 2015: Drive
- 2016: How Does It Feel?
- 2017: World Away
- 2017: Temple
- 2017: Crack My Heart
- 2018: Disappear (feat. Lyndsey Gunnulfsen)